# Hannelore Putz
Hannelore Putz (* 1973) ist eine deutsche Historikerin.

## Leben
Von 1994 bis 1999 studierte sie Geschichte und Germanistik an der LMU (1999 Magister artium). Von 1999 bis 2002 absolvierte sie ein Promotionsstudium. Seit 2000 ist sie wissenschaftliche Mitarbeiterin im Forschungsprojekt „Edition des Briefwechsels zwischen König Ludwig I. und Leo von Klenze“. Nach der Promotion 2002 zum Dr. phil. unter der Betreuung von Alois Schmid zum Thema „Die Domus Gregoriana zu München. Erziehung und Ausbildung im Umkreis des Jesuitenkollegs St. Michael bis 1773“ und der Habilitation 2010 zum Thema „König Ludwig I. von Bayern als Bauherr und Kunstsammler. Monarchisches Mäzenatentum zwischen kunstpolitischem Impuls und ästhetischem Vergnügen im Spannungsfeld des Frühkonstitutionalismus“ vertrat sie im Wintersemester 2010/2011 die Professur für bayerische Landesgeschichte an der Universität Regensburg im Rahmen eines Lehrauftrags. Im Sommersemester 2011 vertrat sie die Professur für bayerische Landesgeschichte an der LMU (Lehrstuhl Alois Schmid). 2011/2012 und 2013 hatte sie ein Stipendium für den exzellenten wissenschaftlichen Nachwuchs der LMU. Im Wintersemester 2012/2013 vertrat sie den Lehrstuhl für sächsische Landesgeschichte an der TU Dresden. 2013/2014 forschte sie als Gastwissenschaftlerin am DHI in Rom (ehem. Gastdozentur). Im Wintersemester 2014/2015 vertrat sie die  Professur für Sozial- und Wirtschaftsgeschichte an der TU Dresden. Von 2015 bis 2018 war sie stellvertretende Leiterin des Archivs des Bistums Passau. Seit 2018 ist sie Archivdirektorin des Archivs des Bistums Passau.
Ihre Forschungs- und Arbeitsgebiete sind Verfassungs‐ und Institutionengeschichte des 19. Jahrhunderts (Geschichte des Konstitutionalismus, Geschichte der Monarchien und ihrer Finanzierung), Kulturgeschichtliche Fragestellungen des 18. und 19. Jahrhunderts (Denkmalgeschichte, monarchische Inszenierung der Eigengeschichte, Geschichte des Sammelns und Sammlungsgeschichte, interterritorialer Austausch im künstlerischen Bereich, die Bedeutung der römischen Künstlerszene für die Kunstentwicklung in Deutschland, soziale Netzwerke im künstlerischen Bereich), Schulen und Universitäten in der Frühen Neuzeit, Ordensgeschichte (Geschichte der alten Societas Jesu), Edition historischer Texte und Briefwechsel zwischen Ludwig I. und Leo von Klenze.

## Schriften (Auswahl)
- Die Domus Gregoriana zu München. Erziehung und Ausbildung im Umkreis des Jesuitenkollegs St. Michael bis 1773. München 2003, ISBN 3-406-10736-2.
- als Herausgeberin mit Franziska Dunkel und Hans-Michael Körner: König Ludwig I. von Bayern und Leo von Klenze. Symposion aus Anlaß des 75. Geburtstags von Hubert Glaser. München 2006, ISBN 3406106692.
- Für Königtum und Kunst. Die Kunstförderung König Ludwigs I. von Bayern. München 2013, ISBN 978-3-406-10779-5.
- Die Leidenschaft des Königs. Ludwig I. und die Kunst. München 2014, ISBN 3-406-67015-6.